# Limbe (technologie)
Un limbe est le bord gradué d'un cercle ou d'un secteur circulaire visible sur un astrolabe, un sextant, un graphomètre, etc. Dans le cas d'un astrolabe, il est gradué en heures et en degrés par quadrant et il permet de lire une valeur pointée par la règle.